# Aristolochia tubiflora
Aristolochia tubiflora är en piprankeväxtart som beskrevs av Stephen Troyte Dunn. Aristolochia tubiflora ingår i släktet piprankor, och familjen piprankeväxter. Inga underarter finns listade i Catalogue of Life.